# Piros zászlós Formula–1-es futamok
A Formula–1 története során piros zászlóval megszakított futamok:
| Év   | Verseny                         | Kör | Megállítás oka | Újraindítás |
| ---- | ------------------------------- | --- | --- | --- |
| 2022 | monacói nagydíj Monte Carlo     | 30  | Mick Schumacher balesete és az energiaelnyelőfal javítása. | A mezőny a boxutcából, a biztonsági autó mögül rajtolt újra. Az első helyről Sergio Pérez indulhatott el, gördülő rajttal. |
| 2021 | szaúd-arábiai nagydíj Dzsidda   | 13  | Mick Schumacher balesete. | A mezőny a boxutcából, a biztonsági autó mögül indult felvezetőkörre, majd állórajttal, Max Verstappen vezetésével indult újra. |
| 2021 | szaúd-arábiai nagydíj Dzsidda   | 15  | Sergio Pérez, Nyikita Mazepin és George Russell balesete, törmelék a pályán. | A mezőny a boxutcából, a biztonsági autó mögül indult felvezetőkörre, majd állórajttal, Esteban Ocon vezetésével indult újra. |
| 2021 | belga nagydíj Spa-Francorchamps | 3   | Heves esőzés. | A versenyt nem indították újra. A pilótákat egyetlen biztonsági autó mögött megtett kör alapján rangsorolták, mely alapján a megszerezhető pontok felét osztották ki. A "verseny nélküli futamot" Max Verstappen nyerte. A leggyorsabb kört nem értékelték. |
| 2021 | magyar nagydíj Hungaroring      | 2   | Tömegbaleset a rajt után, az első kanyarban. Törmelék(ek) a pályán. Sergio Pérez, Valtteri Bottas, Charles Leclerc, Lance Stroll és Lando Norris nem tudták folytatni a futamot. | A mezőny a boxutcából, a biztonsági autó mögül indult felvezetőkörre, majd állórajttal, Lewis Hamilton vezetésével indult újra. |
| 2021 | brit nagydíj Silverstone        | 2   | Lewis Hamilton és Max Verstappen ütközése a Copse kanyarban, mely során Verstappen a gumifalba csapódott. | A mezőny a boxutcából, a biztonsági autó mögül indult felvezetőkörre, majd állórajttal, Charles Leclerc vezetésével indult újra. |
| 2021 | azeri nagydíj Baku              | 48  | Max Verstappen balesete. | A mezőny a boxutcából, a biztonsági autó mögül indult felvezetőkörre, majd állórajttal, Sergio Pérez vezetésével indult újra. |
| 2021 | emilia-romagnai nagydíj Imola   | 34  | Valtteri Bottas és George Russell balesete. A baleset következtében jelentős mennyiségű törmelék került a pályára. | A mezőny a boxutcából, a biztonsági autó mögül indult felvezetőkörre, majd repülőrajttal, Max Verstappen vezetésével indult újra. |
| 2020 | bahreini nagydíj Szahír         | 1   | Romain Grosjean súlyos balesete. Grosjean a Kvjattal való ütközés következtében a szalagkorlátnak csapódott, melyet átszakított, autója kettészakadt és kigyulladt. A sérült szalagkorlátot eltávolították, helyét betonelemekkel pótolták. Grosjean égési- és végtagsérüléseket szenvedett. | A mezőny több mint 1 órával később, a boxutcából, a biztonsági autó mögül indult felvezetőkörre, majd állórajttal, Lewis Hamilton vezetésével indult újra.                                                                                                  |
| 2020 | toszkán nagydíj Mugello         | 8   | Antonio Giovinazzi, Carlos Sainz, Kevin Magnussen és Nicholas Latifi balesete, a biztonsági autós fázist kövező újraindításnál. | A mezőny a boxutcából, a biztonsági autó mögül indult felvezetőkörre, majd állórajttal, Valtteri Bottas vezetésével indult újra. |
| 2020 | toszkán nagydíj Mugello         | 46  | Lance Stroll balesete | A mezőny a boxutcából, a biztonsági autó mögül indult felvezetőkörre, majd állórajttal, Lewis Hamilton vezetésével indult újra. |
| 2020 | olasz nagydíj Monza             | 26  | Charles Leclerc balesete. | A mezőny a boxutcából, a biztonsági autó mögül indult felvezetőkörre, majd állórajttal, Lewis Hamilton vezetésével indult újra. |
| 2017 | azeri nagydíj Baku              | 23  | Törmelék(ek) a pályán | A mezőny a boxutcából, a biztonsági autó mögül rajtolt újra. Az első helyről Lewis Hamilton indulhatott el. |
| 2016 | brazil nagydíj Interlagos       | 21  | Heves esőzés, Kimi Räikkönen kicsúszása a célegyenesben. | A mezőny a boxutcából, a biztonsági autó mögül rajtolt újra. Az első helyről Lewis Hamilton indulhatott el. |
| 2016 | brazil nagydíj Interlagos       | 28  | Heves eső | A versenyt később újraindították, az élről Lewis Hamilton indult el. |
| 2016 | belga nagydíj Spa-Francorchamps | 10  | Kevin Magnussen balesete után az Eau Rouge kanyar végén lévő megrongálódott gumifalat helyre kellett állítani. | A mezőny a gumifal helyreállítása után a boxutcából, a biztonsági autó mögül rajtolt újra. Az első helyről Nico Rosberg indulhatott el. |
| 2016 | ausztrál nagydíj Melbourne      | 19  | Fernando Alonso és Esteban Gutiérrez balesete miatt. A két pilóta közül egyik sem sérült meg, de a baleset következtében jelentős mennyiségű törmelék került a pályára. | A versenyt a takarítás után újraindították, Sebastian Vettel rajtolt a pole-pozícióból. A mezőny a biztonsági autó mögül rajtolt újra. |
| 2014 | japán nagydíj Suzuka            | 3   | Heves esőzés. | A mezőny kb. fél órával később a boxutcából, a biztonsági autó mögül rajtolt újra. Az első helyről Nico Rosberg indulhatott el. |
| 2014 | japán nagydíj Suzuka            | 45  | Adrian Sutil és Jules Bianchi balesete. Bianchi nekiütközött a Sutil versenyautóját elszállító munkagépnek, Bianchi súlyos sérüléseket szenvedett. | A versenyt nem indították újra. A futamot Lewis Hamilton nyerte. |
| 2014 | brit nagydíj Silverstone        | 1   | Kimi Räikkönen balesete miatt. A baleset következtében a szalagkorlát súlyosan megsérült, ki kellett javítani. | A versenyt 1 órával később újraindították, Nico Rosberg rajtolt a pole-pozícióból. A mezőny a biztonsági autó mögül rajtolt újra. |
| 2013 | monacói nagydíj Monte Carlo     | 46  | Pastor Maldonado és Max Chilton ütközése. A sérült gumifal elzárta a pályát. | A versenyt újraindították, Nico Rosberg rajtolt a pole-pozícióból. |
| 2012 | maláj nagydíj Sepang            | 9   | Heves esőzés. | A versenyt újraindították, Lewis Hamilton rajtolt a pole-pozícióból. |
| 2011 | kanadai nagydíj Montreal        | 25  | Heves esőzés. | A versenyt 2 órával később újraindították, Sebastian Vettel rajtolt a pole-pozícióból. |
| 2011 | monacói nagydíj Monte Carlo     | 72  | Vitalij Petrov és Jaime Alguersuari balesete. Petrov megsérült. | A versenyt újraindították, Sebastian Vettel rajtolt a pole-pozícióból. A mezőny a biztonsági autó mögül rajtolt újra. A versenyt Sebastian Vettel nyerte.                                                                                                   |
| 2010 | koreai nagydíj Yeongam          | 3   | Heves esőzés. | A versenyt újraindították, Sebastian Vettel rajtolt a pole-pozícióból. A mezőny a biztonsági autó mögül rajtolt újra. |
| 2009 | maláj nagydíj Sepang            | 33  | Heves esőzés, Sébastien Buemi, Sebastian Vettel és Giancarlo Fisichella kipördülése miatt. | A versenyt nem indították újra. Jenson Button nyerte a futamot. A versenynek kevesebb mint 75%-át teljesítették, a pilóták csak a pontok felét kapták meg.                                                                                                  |
| 2007 | európai nagydíj Nürburgring     | 5   | Esőzés, Jenson Button, Nico Rosberg, Adrian Sutil, Lewis Hamilton, Scott Speed és Vitantonio Liuzzi kipördülése miatt. | A versenyt újraindították, a Spykeres Markus Winkelhock rajtolt a pole-pozícióból. Az új szabály alapján a mezőny a biztonsági autó mögül rajtolt újra. |
| 2003 | brazil nagydíj Interlagos       | 56  | Mark Webber és Fernando Alonso balesete miatt. | A versenynek már teljesítették a 75%-át, tehát a versenyt nem indították újra. Giancarlo Fisichella nyerte a futamot. |
| 2001 | belga nagydíj Spa-Francorchamps | 5   | Luciano Burti balesete miatt. | A versenyt újraindították, Michael Schumacher rajtolt a pole-pozícióból. |
| 2001 | német nagydíj Hockenheimring    | 2   | Luciano Burti és Michael Schumacher ütközése miatt a célegyenes tele lett törmelékkel. | A versenyt újraindították, Juan Pablo Montoya indult a pole-pozícióból. |
| 2000 | monacói nagydíj Monte-Carlo     | 1   | Az indítás előtt felgyulladó lámpák hibája. Az információ nem jutott el minden versenyzőhöz, így Pedro de la Rosa és Jenson Button ütközött. | A versenyt Michael Schumacher pole-pozíciójával újraindították. De la Rosa nem tudott újra rajthoz állni. |
| 1999 | brit nagydíj                    | 1   | Alex Zanardi és Jacques Villeneuve leállt. Michael Schumacher fékhiba miatt kicsúszott nem sokkal a piros zászló felmutatása után. | A verseny újraindult Mika Häkkinennel az élen. |
| 1998 | belga nagydíj                   | 1   | Súlyos baleset. | Mika Häkkinennel az élen újraindult a verseny. Rubens Barrichello, Olivier Panis, Mika Salo és Ricardo Rosset nem tudtak újra rajthoz állni. |
| 1998 | francia nagydíj                 | 1   | Jos Verstappen autója leállt. | Mika Häkkinen első helyével az eredeti távolsággal újraindult a verseny. |
| 1998 | kanadai nagydíj                 | 1   | Jean Alesi, Alexander Wurz, Johnny Herbert és Jarno Trulli balesete. | A versenyt David Coulthard első helyével újraindították. A Sauber meg tudta javítani Herbert kocsiját, így ő az eredeti autójával állt újra rajthoz, míg a többiek a tartalékkal.                                                                           |
| 1997 | kanadai nagydíj                 | 56  | Olivier Panis balesete. | A verseny 75%-ánál többet megtettek a versenyzők, így nem volt szükséges újraindítani a futamot. Michael Schumacher érte el az első helyet. |
| 1997 | brazil nagydíj                  | 1   | Giancarlo Fisichella, Eddie Irvine, Jan Magnussen és Damon Hill balesetet szenvedett, Rubens Barrichello autója leállt. | Jacques Villeneuve első helyével, az eredeti távolságokkal újraindult a verseny. Magnussen nem tudott újból rajthoz állni. |
| 1996 | ausztrál nagydíj                | 1   | Martin Brundle, David Coulthard és Johnny Herbert balesete. | Jacques Villeneuve első helyével újból megindult a verseny, az eredeti távolságokkal. Johnny Herbert nem tudta folytatni. |
| 1995 | portugál nagydíj                | 1   | Katajama Ukjó, Andrea Montermini, Luca Badoer és Roberto Moreno balesete. Katajama megsérült. | Katajama és Max Papis nem tudta folytatni a versenyt, ami David Coulthard pole-pozíciójával újból megindult az eredeti távolságokkal. |
| 1995 | olasz nagydíj                   | 1   | Max Papis, Jean-Christophe Boullion, Andrea Montermini, Pedro Diniz és Roberto Moreno balesete. | Az eredeti távolságokkal, David Coultharddal az élen folytatódott a verseny. Montermini és Moreno nem volt képes újraindulni. |
| 1995 | monacói nagydíj                 | 1   | Jean Alesi, Gerhard Berger és David Coulthard ütközése. | Damon Hill első helyével, az eredeti távolságok megtartásával újraindult a verseny. Domenico Schiattarella nem tudott újból rajthoz állni. |
| 1995 | argentin nagydíj                | 1   | Rubens Barrichello, Luca Badoer, Jean Alesi, Mika Salo és Olivier Panis balesetei. | David Coulthard pole-pozíciójával, a verseny leállítása előtti távolságokkal újraindult a futam. Badoer nem állt újból rajthoz. |
| 1994 | japán nagydíj                   | 13  | Martin Brundle balesete. | Michael Schumacher pole-pozíciójával, biztonsági autó mögött folytatódott a futam. |
| 1994 | olasz nagydíj                   | 1   | Eddie Irvine, Johnny Herbert, David Coulthard és Olivier Panis balesete. | Az eredeti távolságok megtartásával, Jean Alesi első helyével folytatódott a nagydíj. |
| 1994 | San Marinó-i nagydíj            | 5   | Ayrton Senna halálos balesete. | Michael Schumacher indult elsőként a futam folytatásán. |
| 1992 | francia nagydíj                 | 18  | Eső. | A versenyt újraindították Riccardo Patrese-vel az élen. |
| 1991 | ausztrál nagydíj                | 14  | Eső, valamint Jean Alesi, Nicola Larini, Michael Schumacher majd később, Nigel Mansell és Gerhard Berger balesete. | Az eső továbbra is esett, tehát a versenyt nem indították újra, Ayrton Senna nyert. Csak a pontok felét osztották ki. |
| 1990 | portugál nagydíj                | 61  | Alex Caffi balesete. | A versenyt nem indították újra, Nigel Mansell nyerte a futamot. |
| 1990 | olasz nagydíj                   | 2   | Derek Warwick balesete. | Az eredeti távolságok megtartásával újraindították a versenyt, Ayrton Senna rajtolt az első rajtkockából. |
| 1990 | belga nagydíj                   | 1   | Rajtbaleset. | A versenyt az eredeti távolságok megtartásával újraindították. Ayrton Senna indult a rajtrács éléről. Szuzuki Aguri és Martin Donnelly nem tudott újból rajthoz állni.                                                                                      |
| 1990 | belga nagydíj                   | 1   | Paolo Barilla balesete és sérült védőkorlát. | A versenyt újraindították az eredeti távolságok megtartásával. Ayrton Senna indulhatott a pole-pozícióból. Suzuki és Barilla nem tudott újból rajthoz állni.                                                                                                |
| 1990 | monacói nagydíj                 | 1   | Alain Prost és Gerhard Berger balesete. | A versenyt újraindították az eredeti távolságok megtartásával. Ayrton Senna rajtolt a pole-pozícióból. |
| 1989 | ausztrál nagydíj                | 2   | Dupla baleset az első körben. | Ayrton Senna első helyével, az eredeti távolságokkal folytatódott a verseny. |
| 1989 | francia nagydíj                 | 1   | Maurício Gugelmin, Nigel Mansell, Olivier Grouillard és Thierry Boutsen balesete. | Alain Prost első helyével, az eredeti távolságokkal folytatódott a verseny. |
| 1989 | mexikói nagydíj                 | 2   | Baleset az első körben. | Ayrton Senna első helyével, az eredeti távolságokkal folytatódott a verseny. |
| 1989 | San Marinó-i nagydíj            | 3   | Gerhard Berger balesete. | Ayrton Senna első helyével folytatódott a verseny. |
| 1988 | portugál nagydíj                | 1   | Baleset az induláskor. | Az eredeti távolsággal, Alain Prosttal az elsőként újraindították a versenyt. |
| 1987 | Mexikói                         | 30  | Derek Warwick balesete. | Nigel Mansell pole-pozíciós rajtolásával, az eredeti távolságokkal folytatódott a verseny. |
| 1987 | portugál nagydíj                | 1   | Baleset az induláskor. | Az eredeti távolságokkal, Gerhard Berger pole-pozíciójával, Christian Danner nélkül folytatódott a verseny. |
| 1987 | osztrák nagydíj                 | 1   | Baleset az induláskor. | Nelson Piquet rajtolt a pole-pozícióból, az eredeti távolságokkal folytatódott a verseny. |
| 1987 | osztrák nagydíj                 | 1   | Baleset az induláskor. | Az eredeti távolságokkal, Nelson Piquet pole-pozíciójával, Philippe Streiff nélkül folytatódott a verseny. |
| 1987 | belga nagydíj                   | 2   | Jonathan Palmer és Philippe Streiff balesete. | Az eredeti távolságokkal, Nigel Mansell pole-pozíciójával, Palmer nélkül folytatódott a verseny. |
| 1986 | brit nagydíj                    | 1   | Balesete az induláskor, melyben Jacques Laffite eltörte lábát. | Nelson Piquet pole-pozíciójával újraindult a verseny. Laffite, Christian Danner, Piercarlo Ghinzani és Allen Berg nem tudott újból rajthoz állni. |
| 1985 | osztrák nagydíj                 | 1   | Baleset az induláskor. | Alain Prost első helyével folytatódott a futam. |
| 1984 | osztrák nagydíj                 | 1   | Az indításkor felvillanó lámpák hibája. | A futam folytatásakor Nelson Piquet első rajthelyről indulhatott. |
| 1984 | brit nagydíj                    | 11  | Jonathan Palmer balesete. | A futam folytatásakor Nelson Piquet első rajthelyről indulhatott. |
| 1984 | kelet-amerikai nagydíj          | 1   | Induláskor baleset. | A futam folytatásakor Nelson Piquet első rajthelyről indulhatott. Marc Surer nem állt újból rajthoz. |
| 1984 | monacói nagydíj                 | 31  | Eső. | Nem folytatták a versenyt. Alain Prost nyert, fél pontokat osztottak. |
| 1982 | kelet-amerikai nagydíj          | 6   | Eső, Riccardo Patrese és Roberto Guerrero balesetei. | Alain Prost pole-pozíciójával újrainduló verseny. |
| 1982 | kanadai nagydíj                 | 1   | Riccardo Paletti halálát okozó baleset az induláskor. | Didier Pironi első helyével folytatódtt a verseny. |
| 1981 | francia nagydíj                 | 58  | Jacques Laffite balesete. | Alain Prost-tal az élen folytatódott a futam. |
| 1981 | belga nagydíj                   | 54  | Eső. | A futamot leállították, Carlos Reutemann nyert. |
| 1980 | kanadai nagydíj                 | 1   | Baleset az induláskor. | Folytatódó verseny, Nelson Piquet-vel az élen. Derek Daly és Mike Thackwell nem tudott újból rajthoz állni. |
| 1979 | dél-afrikai nagydíj             | 2   | Eső, Jan Lammers balesete. | Gilles Villeneuve indulhatott újra az első rajtkockából. |
| 1979 | argentin nagydíj                | 1   | Baleset a startkor. | Az eredeti távolságokkal folytatták a futamot. Öten nem tudtak rajthoz állni. |
| 1978 | olasz nagydíj                   | 1   | 5 versenyző balesete. | Gilles Villeneuve első helyével újrainduló nagydíj. |
| 1978 | osztrák nagydíj                 | 7   | Eső, 4 vezető balesete. | Ronnie Peterson folytathatta az első helyről a félbeszakadt nagydíjat. |
| 1976 | német nagydíj                   | 2   | Niki Lauda, Brett Lunger és Harald Ertl balesete. | Hatan nem folytatták az eredeti távolságokkal, James Hunttal az élen újrainduló versenyt. |
| 1976 | brit nagydíj                    | 1   | A rajtkor baleset. | Eredeti távolságokkal indult újra a verseny. James Hunt, Clay Regazzoni and Jacques Laffite diszkvalifikálva. Niki Lauda az első helyről startolhatott. |
| 1975 | osztrák nagydíj                 | 29  | Eső. | Végleg leintett verseny, Vittorio Brambilla nyert, fél pontokat osztottak ki. |
| 1975 | brit nagydíj                    | 56  | Eső és 7 versenyző balesete. | A versenyt nem indították újra. A futamot Emerson Fittipaldi nyerte. |
| 1975 | spanyol nagydíj                 | 29  | Carlos Pace és Rolf Stommelen balesete. | Jochen Mass nyert a piros zászlóval be is fejezett versenyen. Fél pontokat osztottak. |
| 1974 | brazil nagydíj                  | 32  | Eső. | A versenyt nem indították újra, Emerson Fittipaldi nyert. |
| 1973 | brit nagydíj                    | 2   | Kilenc autó balesete. | A versenyt újraindították. |
| 1971 | kanadai nagydíj                 | 64  | Eső. | A versenyt nem indították újra, Jackie Stewart nyert. |
| 1950 | Indy 500                        | 138 | Eső. | A versenyt nem indították újra és Johnnie Parsons nyert. |

## Statisztikák
- 66 futamon mutatták fel a piros zászlót.
- Ezt legelőször az 1950-es Indy 500-on, legutóbb pedig a 2021-es emilia romagna-i nagydíjon tették meg.
- A Formula–1 történetében 5 versenyen fordult elő, hogy a versenyzők a pontoknak csak a felét kapták meg (spanyol nagydíj 1975; osztrák nagydíj 1975; monacói nagydíj 1984; ausztrál nagydíj 1991; maláj nagydíj 2009).
- 5 versenyen fordult elő, hogy kétszer is felmutatták a piros zászlót (osztrák nagydíj 1987; belga nagydíj 1990; japán nagydíj 2014; brazil nagydíj 2016; toszkán nagydíj 2020).
- A nagydíjak közül a legtöbbször a brit nagydíjon mutatták fel a piros zászlót, összesen hétszer.